# Хе Їнцінь
Хе Їнцінь (спрощ.: 何应钦; кит. трад.: 何應欽; піньїнь: Hé Yìngqīn); нар. 2 квітня 1890 — пом. 21 жовтня 1987) — китайський військовик і політик, генерал НРА, один з соратників Чан Кайші, військовий міністр і президент Виконачого Юаня Республіки Китай.

## Життєпис
Військову освіту здобував у військових училищах провінції Ґуйчжоу й Учана, а також в Японії спочатку у військовому училищі «Сінбу Ґакко», а потім перевівся до Імператорської військової академії. В той період він познайомився з Чан Кайші та вступив до лав організації Тунменхой.
Повернувшись на батьківщину 1916 року, Хе Їнцінь став командиром 4-го полку Армії провінції Ґуйчжоу. 1920 року він отримав посади ректора військового училища, командувача поліції й командира 5-ї бригади тієї ж армії.
Після створення Академії Вампу Хе Їнцінь став її головним інструктором. Коли Сунь Ятсен почав війну проти місцевого мілітариста Чень Цзюнміна, Хе Їнцінь очолив один з двох полків, що їх було сформовано з курсантів Академії. 1925 року він став командиром однієї з дивізій НРА, політичним керівником того формування був Чжоу Еньлай. Під час Північного походу Хе Їнцінь діяв під керівництвом Чан Кайші. Його війська захопили провінції Ґуандун і Фуцзянь, а потім вторглись до Чжецзяну. Коли ж Чан Кайші виступив проти комуністів і розколов союз Гоміндану й КПК, Хе підтримав Чана. 1927 року сили Хе Їнціня та Бай Чунсі за підтримки місцевих банд улаштували різанину комуністів у Шанхаї.
Після об'єднання країни Хе Їнцінь стал начальником штабу Національно-революційної армії, а 1930 року зайняв пост військового міністра. Наступного року він став командувачем 2-го карального походу проти Компартії, втім його війська зазнали значних втрат, і похід завершився невдачею.
1933 року Хе Їнцінь за наказом Чан Кайші вирушив на північ Китаю, щоб вести перемовини з Японією, що захопила Маньчжурію та вторглась до провінції Жехе. Там він підписав перемир'я Тангу, втім уже 1935 року Хе був змушений підписати угоду, що ввійшла до історії як «угода Хе—Умедзу». Після того Хе Їнцінь повернувся до Нанкіна.
12 грудня 1936 року Чан Кайші був заарештований, після чого на спільному засіданні Постійного комітету й Центральної політичної ради ЦВК Гоміндану Хе Їнціню було доручено провести мобілізацію армії. Після повернення Чан Кайші до столиці, довіра до Хе Їнціня стрімко впала через його пропозиції бомбардувати Сіань, де утримувався Чан Кайші. Разом з тим Хе Їнцінь зберіг за собою посаду військового міністра, хоч реальний вплив він втратив.
Після початку війни з Японією Хе Їнцінь знову очолив штаб Чан Кайші. 1944 року пост міністра оборони зайняв Чень Чен, а Хе отримав пост головнокомандувача Китайського театру воєнних дій і був відряджений до провінції Юньнань для підготовки китайського експедиційного корпусу, що створювався за пропозицією генерала Стілвелла для підтримки операцій союзників у Південно-Східній Азії.
В серпні 1945 року, коли Японія капітулювала, Хе Їнцінь був призначений представником одночасно й уряду Китаю, й Союзного командування в Південно-Східній Азії для прийому капітуляції японських військ у Китаї. 9 вересня 1945 року Хе Їнцінь прийняв капітуляцію від командувача японських військ у Китаї генерала Ясудзі Окамури.
1946 року Хе Їнцінь на чолі китайської делегації був відряджений до Ради Безпеки ООН. За рік його відкликали, після чого він отримав пост старшого військового радника, а 1948 року знову став міністром оборони.
1949 року Чан Кайші вийшов у відставку, а президентом став Лі Цзунжень. Щоб урівноважити його владу, Чан запросив Хе зайняти посаду спікера, а згодом він очолив Виконавчий Юань. На посаді голови уряду Хе запропонував підписати з комуністами угоду про негайне припинення вогню й подальші перемовини про майбутнє країни, сподіваючись таким чином виграти час, однак комуністичні лідери не пристали на таку пропозицію. НВАК форсувала Янцзи, захопила Нанкін і почала наступ на південь. Будучи не сила контролювати ситуацію, Хе Їнцінь і його кабінет міністрів вийшли у відставку.
Переїхавши на Тайвань, Хе Їнцінь пішов з політики. Помер 1987 року.